# Malaccina schali
Malaccina schali är en kackerlacksart som beskrevs av Roth, L. M. 1996. Malaccina schali ingår i släktet Malaccina och familjen småkackerlackor.
Artens utbredningsområde är Singapore. Inga underarter finns listade i Catalogue of Life.